# Castell de Bergedorf
El Castell de Bergedorf o Bergedorfer Schloss és l'únic castell conservat al territori de la ciutat estat d'Hamburg a Alemanya, al centre l'antiga ciutat de Bergedorf. És un típic Wasserburg o castell de plana amb fossats, construït al mig d'un pantà del riu Bille.

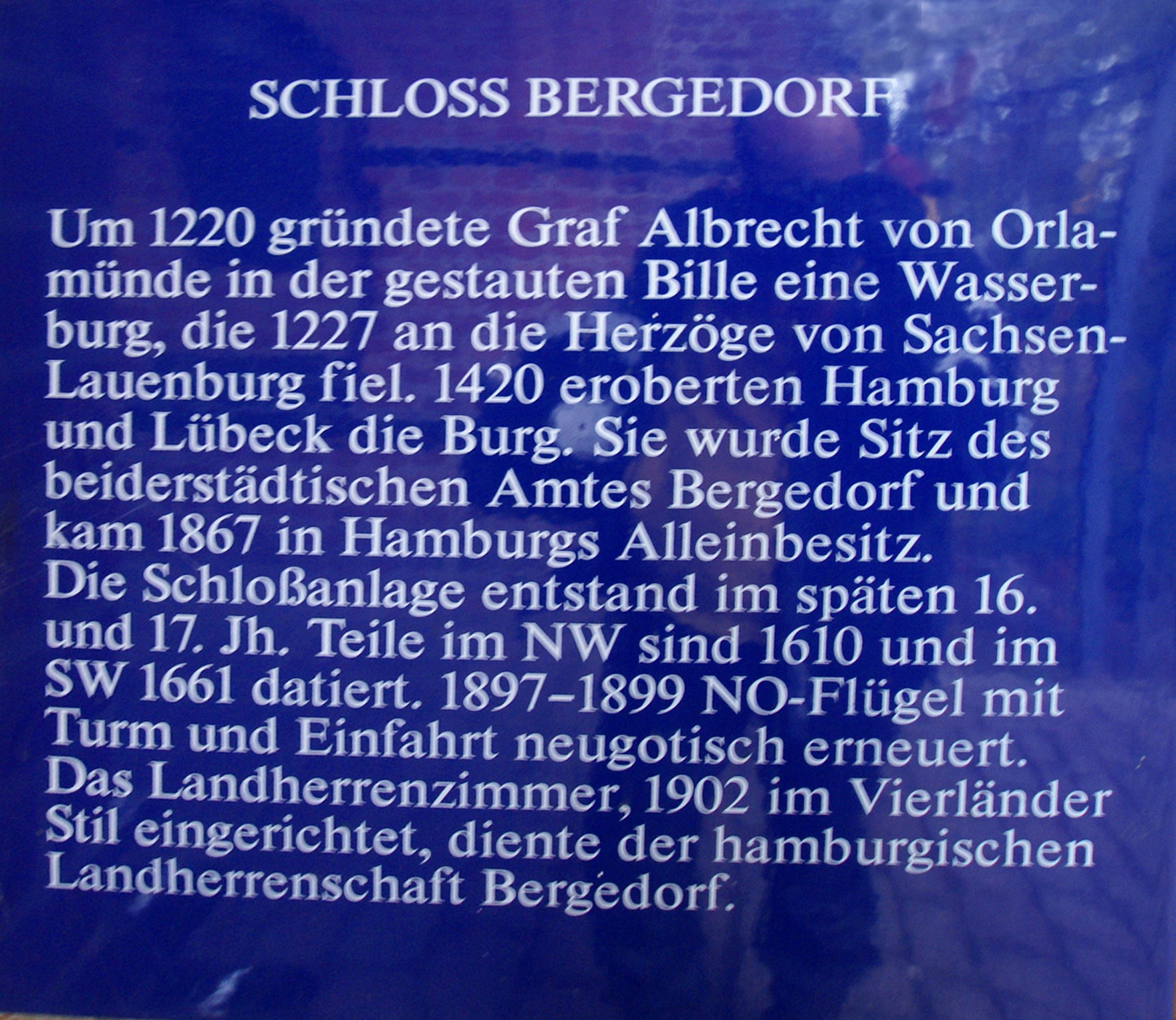
Rètol a l'entrada del castell

El comte Albert d'Orlamünde també anomenat Albert de Holstein va fer construir el pantà i el molí al Bille el 1208 i és possible que ja hi havia una residència defensa anterior a la construcció del molí. El primer esment escrit data del segle xiv: dat Huss (= baix alemany per a el casal). Ja el 1275, el duc Joan I de Saxònia va atorgar al lloc certs drets de ciutat.
Fins a l'annexió per als aliats hanseàtics Lübeck i Hamburg el 1420, el castell era la residència dels ducs de Saxònia-Lauenburg. Des d'aleshores el condomini va ser governat per un mandatari anomenat Amtmann en alemany, nomenat un any per la ciutat de Lübeck, un any per Hamburg que va instal·lar l'administració al castell. El 1868, la ciutat d'Hamburg va comprar la part de Lübeck i posar fi a un dels condominis més llargs de la història d'Europa. Va quedar la seu administrativa fins al 1953 quan va inaugurar-se una nova casa de la vila. Des d'aleshores va esdevenir el ”Museu de Bergedorf i els Vierlände”, una extensió del Museu d'Altona.

## Arquitectura
El castell forma un quadrat de 30 m de costat a l'entorn d'un pati. La façana est, orientat cap a la vila és la més antiga. Dues ales laterals daten del segle xvii i són típics de l'estil gòtic de maons. Una estructura de gelosia central d'entramat de fusta conecta'ls. De 1899 a 1901 la porta esqueixalada, la façana nord van ser reemplaçats per una estructura neogòtica i una torre nova va ser afegit.

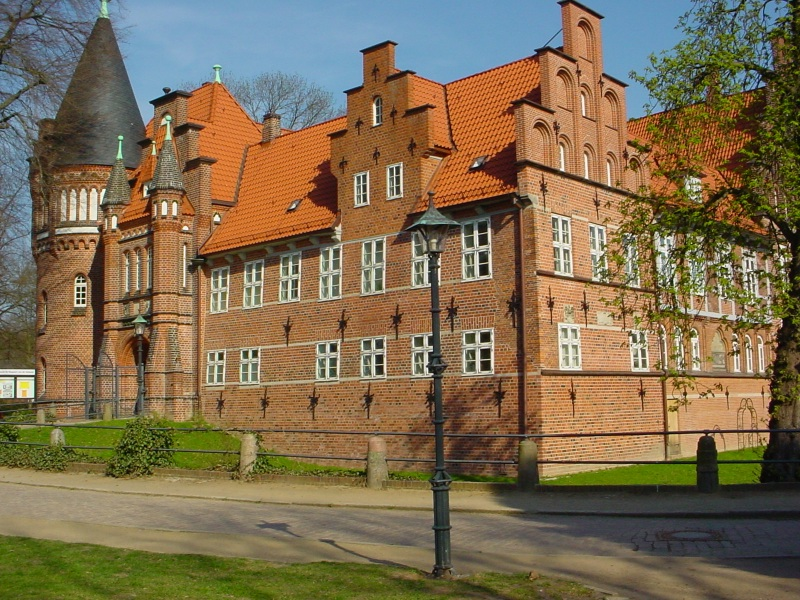
Façana occidental i torre neogòtica
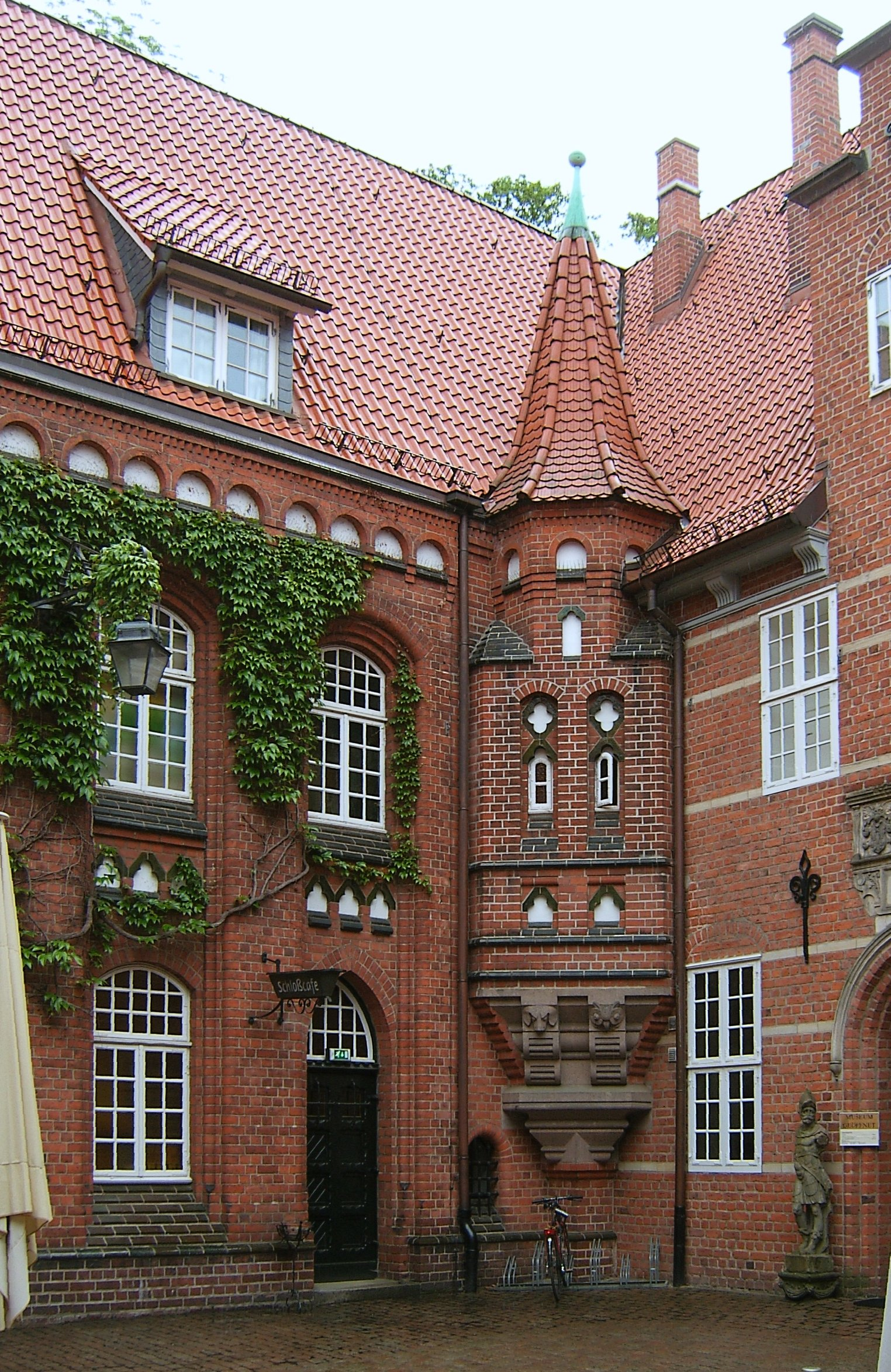
El pati
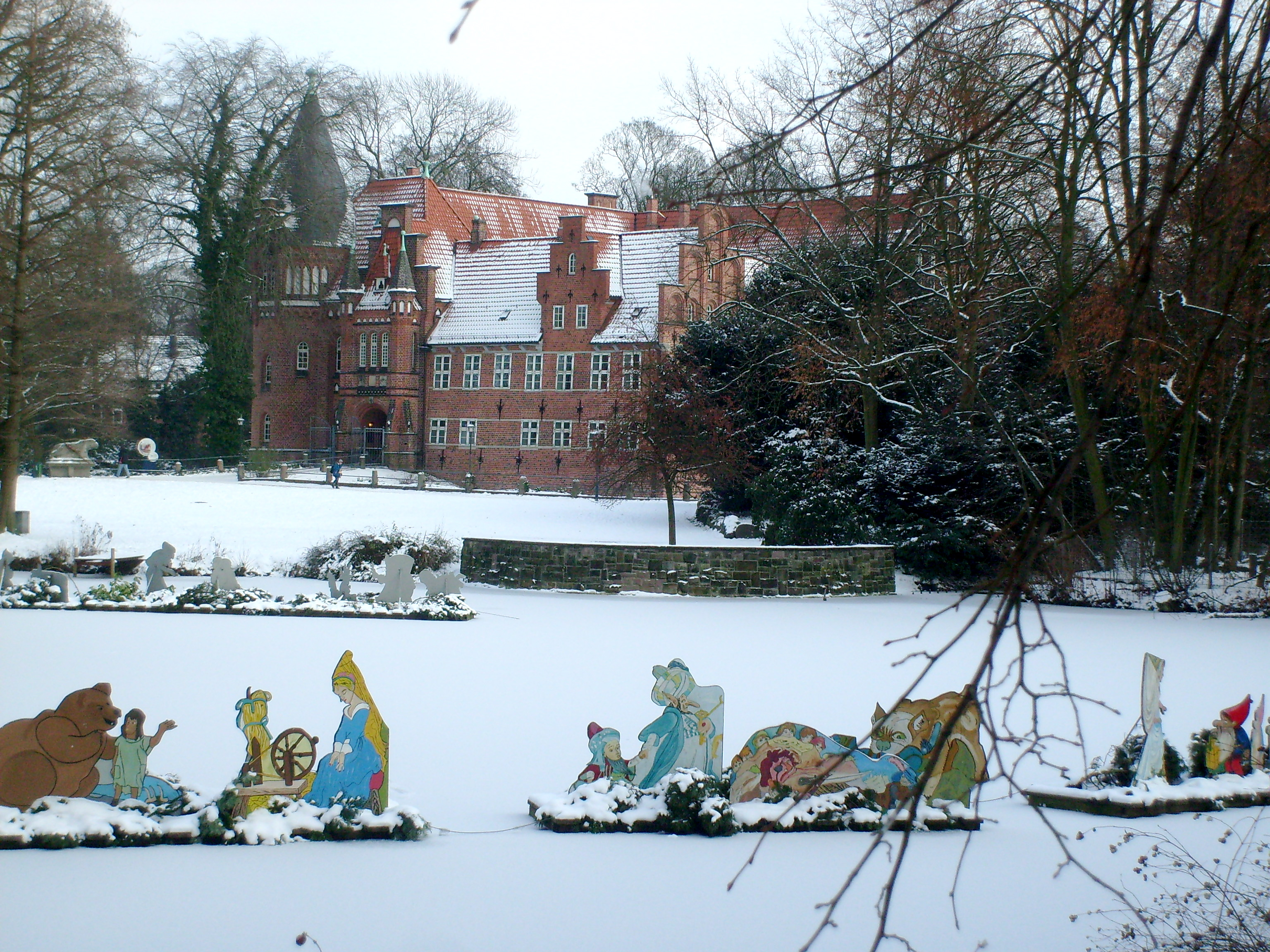
Façana oriental d'hivern